# N-acetillattosaminide 3-alfa-galattosiltransferasi
La N-acetillattosaminide 3-alfa-galattosiltransferasi è un enzima appartenente alla classe delle transferasi, che catalizza la seguente reazione:
UDP-galattosio + β-D-galattosil-(1→4)-β-N-acetil-D-glucosamminil-R ⇄ UDP + α-D-galattosil-(1→3)-β-D-galattosil-(1→4)-β-N-acetilglucosamminil-R
L'enzima agisce sui β-galattosil-1,4-N-acetilglucosamminili terminali dellaglicoproteina asialo-α1-acida  e della N-acetillattosammina (β-D-galattosil-1,4-N-acetil-β-D-glucosammina), ma non della 2′-fucosilata-N-acetillattosammina. I residui non riducenti N-acetillattosammina terminali delle glicoproteine possono agire anche come accettori. Ora comprende il numero EC 2.4.1.124 ed il numero EC 2.4.1.151.